# Pierson (Florida)
Pierson ist eine Stadt im Volusia County im US-Bundesstaat Florida. Das U.S. Census Bureau hat bei der Volkszählung 2020 eine Einwohnerzahl von 1.542 ermittelt. 

## Geographie
Pierson liegt rund 20 Kilometer nordwestlich von DeLand sowie etwa 80 Kilometer nördlich von Orlando.

## Demographische Daten
Laut der Volkszählung 2010 verteilten sich die damaligen 1736 Einwohner auf 540 Haushalte. Die Bevölkerungsdichte lag bei 82,3 Einw./km². 57,5 % der Bevölkerung bezeichneten sich als Weiße, 4,8 % als Afroamerikaner, 0,3 % als Indianer und 0,5 % als Asian Americans. 35,0 % gaben die Angehörigkeit zu einer anderen Ethnie und 2,0 % zu mehreren Ethnien an. 54,1 % der Bevölkerung bestand aus Hispanics oder Latinos.
Im Jahr 2010 lebten in 47,1 % aller Haushalte Kinder unter 18 Jahren sowie 27,2 % aller Haushalte Personen mit mindestens 65 Jahren. 78,4 % der Haushalte waren Familienhaushalte (bestehend aus verheirateten Paaren mit oder ohne Nachkommen bzw. einem Elternteil mit Nachkomme). Die durchschnittliche Größe eines Haushalts lag bei 3,44 Personen und die durchschnittliche Familiengröße bei 3,81 Personen.
36,1 % der Bevölkerung waren jünger als 20 Jahre, 26,7 % waren 20 bis 39 Jahre alt, 22,5 % waren 40 bis 59 Jahre alt und 14,7 % waren mindestens 60 Jahre alt. Das mittlere Alter betrug 31 Jahre. 52,9 % der Bevölkerung waren männlich und 47,1 % weiblich.
Das durchschnittliche Jahreseinkommen lag bei 27.031 $, dabei lebten 40,1 % der Bevölkerung unter der Armutsgrenze.
Im Jahr 2000 war Englisch die Muttersprache von 44,32 % der Bevölkerung und spanisch sprachen 55,68 %.

## Verkehr
Pierson wird vom U.S. Highway 17 (SR 15) durchquert.
Der nächste Flughafen ist der rund 50 Kilometer östlich gelegene Daytona Beach International Airport.